# محمد حمام
محمد حمام (4 نوفمبر 1942 - 26 فبراير 2007) هو مغني مصري.

## حياته
محمد سيد محمد إبراهيم  
ولد في 4 نوفمبر 1942 بحي بولاق بالقاهرة وعاد طفلا إلى مسقط رأس أسرته «محافظة أسوان» ولكنهم ما لبثوا أن عادوا للقاهرة حيث درس بها إلى أن دخل كلية الفنون الجميلة 
ولكنه بعد دخوله الكلية اُعتقل في عام 1959 مع العديد من المثقفين المصريين والذين كان من بينهم الفنان التشكيلي والصحفي حسن فؤاد والذي كان سمعه قبلها يغني الأغاني النوبية بالكلية وقدمه الفنان حسن فؤاد للحياة الفنية بعد خروجهم من المعتقل.

## مسيرته
تأخر ظهوره كمطرب بسبب دخوله المعتقل على فترات متباعدة وحين تخرجه من الكلية عام 1968 بدأ مشواره الغنائي في حفل بسينما قصر النيل وغنّى وقتها أول أغانيه من كلمات صديقه الشاعر مجدي نجيب وألحان الموسيقار محمد الموجي.
تميز صوت وطريقة أداء محمد حمام بحمل العديد من الثقافات المتداخلة فمن الممكن أن ترى في صوته الشكل الغنائي الصعيدي أو النوبي أو الأفريقي أو البدوي فكان تميز صوته وأدائه سببا هاما في التفاف الجمهور حوله وكان صوته مشاركا لكفاح الجيش المصري من خلال أغنياته والتي كانت أشهرها يا بيوت السويس.
كان له دورا رياديا في التعريف بالفن المصري من خلال المهرجانات الدولية وتقديمه وسط الفنون التراثية في العالم وكان مسخّرا ماله الذي يكتسبه من عمله كمهندس لخدمة فنه.
مما قيل فيه قول الكاتب الكبير محمود أمين العالم إن صوتك يمنحني حزنا ينتهي بالتفاؤل.
رحل في الربع الأول من سنة 2007 وقد أمر المشير طنطاوي (وزير الدفاع المصري آنذاك) بنقل جثمانه بطائرة عسكرية وملفوف جثمانه بعلم مصر وكان في استقبال الجثمان المستشار العسكري ومحافظ أسوان حيث أطلقت المدفعية إحدى وعشرون طلقة وعلق المحافظ قائلا إن حماسه وغناؤه مع فرقة السمسمية على الجبهة مع الفدائيين حتى كلل بالنصر ولا يقل عن أي جندى صوّب مدفعه نحو العدو.....وقد نعاه أيضا السيد رئيس الجمهورية وقد أُذيع الخبر بالتلفزيون المصري ونكّست الأعلام بمدينة السويس .

## أهم أعماله الغنائية
يا بيوت السويس:
تلك الأغنية التي كانت بيانا تاريخيا عن صمود الكادحين من أهل السويس، وعبرت عن موقف وطني رفض العدوان والتدمير الإسرائيلي للمدن المجاورة لقناة السويس خصوصا محافظة السويس التي فاق دمارها، حسب المراقبين الدوليين، دمار الكثير من المدن الأوروبية أثناء الحرب العالمية الثانية. الفنان محمد حمام، العاشق لتراب وطنه، غنّى هذه الأغنية بين حشود الناس، ومقيما وسط جنود وضباط الجيش المصري بعد هزيمة ونكبة الأنظمة العربية 1967، وطاف بالجبهة من أجل أن يرفع من همم الجنود وأفراد القوات المسلحة المصرية ليستعيدوا الثقة بأنفسهم خلال سنوات ما سُمّي بحرب الاستنزاف، ومن أجل تحريك الشارع المصري من أجل موقف وطني موحد. 
من كلمات عبد الرحمن الأبنودي وتلحين إبراهيم رجب
يا بيوت السويس... يا بيوت مدينتي
استشهد تحتك...... وتعيشي أنت
هيلا... هيلا... يالاه يا بلديا
شمر دراعتك... الدنيا أهيه

## قام بالغناء في الأعمال التالية

### المسلسلات الإذاعية
- الأم
- عابر سبيل
- شفيقة ومتولي

### المسلسل التليفزيوني
- الرحلة.

## الأفلام
- فيلم: ألو أنا القطة.

قالوا عن محمد حمام
حسن كشك: كان لقائي بالفنان محمد حمام وبداية تعارفنا بمدينة العاشر من رمضان حيث كان يعمل مهندسا ومقاولاً خاصا أي ينفذ أعمال مقاولات لنفسه وكنت أنا أعمل في الجهاز الحكومي المشرف على إنشاء المدينة وكان ذلك في بداية الثمانينيات
لم أكن أعرفه معرفه شخصية قبل ذلك ولما تقابلنا في مدينة العاشر من رمضان لأول مرة لم اكن أتخيل أن ذلك هو الفنان محمد حمام ذائع الصيت وقتها فقد كان متواضعا جدا ولم تكن عليه بهرجة المطربين وقتها بل كان مهندسا جادا ملتزم بالعمل والعمل فقط حتى أنني خجلت أن أذكره بأغانيه المشهورة وقتها
تعاملنا لفترة كمهندس مقاول وأنا كممثل لجهاز الحكومة وقتها وأشهد بأن هذا الرجل كان مثالا للجدية والأخلاق الكريمة فلم تغره نظرات الإعجاب والإكبار من الزملاء والعمال وقتها ولكن كان الجدية بعينها .

## وصلات خارجية
- محمد حمام على موقع قاعدة بيانات الأفلام العربية
- محمد حمام على موقع ديسكوغز (الإنجليزية)

لم يتم العثور على روابط لمواقع التواصل الاجتماعي.